# توني نورمان (لاعب كرة قدم أمريكية)
توني نورمان (بالإنجليزية: Tony Norman)‏ هو لاعب كرة قدم أمريكية أمريكي، ولد في 27 يناير 1955 في أتلانتا في الولايات المتحدة.

## وصلات خارجية
- توني نورمان على موقع مرجع كرة القدم المحترفة.كوم (الإنجليزية)